# Rollier indochinois
Coracias affinis
Espèce
Statut de conservation UICN

 LC  : Préoccupation mineure
Le Rollier indochinois (Coracias affinis) est une espèce de passereaux de la famille des Coraciidae.
Cet oiseau est répandu en Indochine.